# アレックス・アンソポロス
- アレックス・アンソパウロス

アレックス・アンソポロス（Alex Anthopoulos、1977年5月25日 - ）は、カナダ連邦ケベック州モントリオール出身の人物。MLBのアトランタ・ブレーブスのゼネラルマネージャー（GM）。
かつてはトロント・ブルージェイズでGM、ロサンゼルス・ドジャースで野球運営部門副社長を務めた。
日本語のメディアでは「アンソパウロス」という表記も見られる。

## 経歴

### GM就任まで
カナダ連邦ケベック州モントリオールで、ギリシャ系移民2世として生まれる。野球経験はなかったが、モントリオール・エクスポズのファンとして育ち、ファンタジーベースボールに熱中していた。オンタリオ州のマックマスター大学で経済学の学位を取得。2000年、エクスポズのジム・ビーティーGMに直接コンタクトを取り、同年からエクスポズの球団スタッフとなる。2003年にJ.P.リッチアーディに招かれ、トロント・ブルージェイズのスカウト部門担当者に就任。2004年にはアテネ五輪の野球ギリシャ代表チームにスタッフとして参加。2005年にGM補佐に昇格した。

### ブルージェイズGM時代
2009年10月3日、任期を1年残したまま解任されたリッチアーディの後任として、32歳でブルージェイズのGMに就任した。同時に、本格的なチーム再建に着手する。長期的な成功を見据えたマイナー組織の充実、若手有望選手の獲得・育成を最優先事項とした。
リッチアーディが主観的な評価よりも客観的な指標を重視するマネー・ボール派であったのに対し、スカウト出身であるアンソポロスはスカウトの眼力を重視している。大物FA選手との契約を避けるなどして年俸総額を抑制し、浮いた予算でリッチアーディ時代に縮小されていたスカウト部門の担当者を倍増させ、ドラフトでの戦力発掘に力を入れるようになった。ドラフトをチーム再建の柱として位置付けており、タイプAまたはBに格付けされたFA選手を上位指名権狙いで敢えて他球団に流出させることも多い（2009年オフにはタイプAでボストン・レッドソックスに移籍したマルコ・スクータロ、タイプBでニューヨーク・メッツに移籍したロッド・バラハスの補償として、合計3つの上位指名権を得た）。2010年オフには、コロラド・ロッキーズからトレードによってタイプBのミゲル・オリーボを獲得し、即座にオプション破棄してFAとさせ、ドラフトピックを強引に手に入れる荒業を行った。一方で、リッチアーディのセイバーメトリクス重視路線も踏襲しており、FIPの提唱などで知られるトム・タンゴを球団アドバイザーとして招聘した。
中南米のアマチュアFA選手の獲得にも予算を多くつぎ込むことで、下部組織の充実を図っている。その最たる例として、2010年4月にはキューバ出身の遊撃手アデイニー・エチェバリアを4年1000万ドルで獲得している。またベネズエラ出身のアドニス・カルドナを230万ドル、ガブリエル・セナスを70万ドルで獲得した。ドラフトやアマチュアFAによる新人選手の獲得やトレードによって、就任時には「30球団で最悪レベル」と酷評されていたマイナー組織を、1年で大幅に改善させた。
2015年は開幕前にジョシュ・ドナルドソン、7月にはトレードでデビッド・プライスやトロイ・トゥロウィツキーなどの大物選手を獲得。そこからニューヨーク・ヤンキースとの争いを制し、チーム22年ぶりかつ就任以来初の地区優勝を果たした。同年10月29日に退任を表明した。

### GM退任後
2016年1月12日、ロサンゼルス・ドジャースの野球運営部門副社長に就任することが発表された。

### ブレーブスGM時代
2017年11月13日、アトランタ・ブレーブスのGMに就任することが報じられた。

## GMとしての特徴
選手獲得の際には、その時点での完成度よりもポテンシャルの高さを優先させ、身体能力に優れる選手を好む傾向にある。特に、投手の場合は長身で三振が多く取れる投手を好む。ブレーブスGM就任以降はデビュー間もない若手選手やトレードで獲得した選手との大型契約を多く結んでいる。

### 主なトレード

#### ブルージェイズGM時代
- 2009年12月15日、エースのロイ・ハラデイをフィラデルフィア・フィリーズに放出する代わりに、若手有望株のカイル・ドレイベック、トラビス・ダーノー、マイケル・テイラーを獲得。そして、すかさずテイラーをオークランド・アスレチックスに放出し、ブレット・ウォラスを獲得した[15]。
- 同年12月22日、ブランドン・リーグ、ヨヘルミン・チャベスとのトレードで、シアトル・マリナーズからブランドン・モローを獲得[16]。
- 2010年7月14日、アレックス・ゴンザレス、ティム・コリンズ、タイラー・パストルニッキーとの交換で、アトランタ・ブレーブスからユネル・エスコバーとジョジョ・レイエスを獲得[17]。
- 同年7月29日、メジャー昇格間近のブレット・ウォラスをヒューストン・アストロズに放出し、荒削りながらも抜群の身体能力を誇る19歳(当時)の中堅手アンソニー・ゴースを獲得[17]。
- 同年11月5日、コロラド・ロッキーズからミゲル・オリーボを獲得し、即座に50万ドルのバイアウトで翌年の契約オプションを破棄した[18]。
- 2011年1月21日、生え抜きの外野手で、チームの中心選手だったバーノン・ウェルズを、ロサンゼルス・エンゼルス・オブ・アナハイムに放出し、見返りに、マイク・ナポリ、フアン・リベラ両選手を獲得[19]。
- 2011年7月27日、まずシカゴ・ホワイトソックスからザック・スチュワートとジェイソン・フレイザーを放出してエドウィン・ジャクソン、マーク・ティーエンを獲得。直後にジャクソン、マーク・ゼプチンスキー、オクタビオ・ドーテル、コーリー・パターソンをセントルイス・カージナルスに放出、見返りにコルビー・ラスマス、トレバー・ミラー、ブライアン・タレット、P.J.ウォルターズを獲得した[20]。
- 2011年12月6日、ホワイトソックスから若き守護神であるセルジオ・サントスを獲得し、見返りにマイナーで大きく飛躍したネスター・モリーナを放出した[21]。
- 2012年7月20日、フランシスコ・コルデロ、ベン・フランシスコ、ジョー・マスグローブ、カルロス・ペレス、デビッド・ロリンズ、アッシャー・ウォジェハウスキー、後日指名選手をアストロズに放出し、J.A.ハップ、デビッド・カーペンター 、ブランドン・ライオンを獲得した[22]。
- 2012年11月13日、ユネル・エスコバー、アデイニー・エチェバリア、ヘンダーソン・アルバレスら7名を放出し、マイアミ・マーリンズから主力のホセ・レイエス、マーク・バーリー、ジョシュ・ジョンソンら5名を獲得した[23]。
- 2012年12月17日、トッププロスペクトであるトラビス・ダーノー、ノア・シンダーガード、ベテラン捕手のジョン・バック、ウィルマー・ベセラを放出し、ニューヨーク・メッツから見返りとして2012年サイ・ヤング賞及び奪三振王のナックルボーラー、R・A・ディッキーとジョシュ・トーリー、マイク・ニッカースのニ捕手を獲得した[24]。
- 2014年11月1日、アダム・リンドをミルウォーキー・ブルワーズに放出し、マルコ・エストラーダを獲得した[25]。
- 2014年11月28日、ブレット・ロウリー、ショーン・ノリン、フランクリン・バレト、ケンドール・グレーブマンをオークランド・アスレチックスに放出し、ジョシュ・ドナルドソンを獲得した[26]。
- 2014年12月3日、J.A.ハップをシアトル・マリナーズに放出し、マイケル・ソーンダースを獲得した[27]
- 2015年7月28日、ホセ・レイエス、ミゲル・カストロ、ジェフ・ホフマン、他マイナー選手1名をロッキーズに放出し、トロイ・トゥロウィツキー、ラトロイ・ホーキンスを獲得した[28]。
- 2015年7月30日、ダニエル・ノリス、マット・ボイド、ハイロ・レイバートをデトロイト・タイガースに放出し、デビッド・プライスを獲得した[29][30]。
- 2015年7月31日にアルベルト・ティラード、ジミー・コルデロをフィラデルフィア・フィリーズに放出し、ベン・リビアを獲得した[31][32]。

#### ブレーブスGM時代
- 2017年12月16日、マット・ケンプをロサンゼルス・ドジャースに放出し、エイドリアン・ゴンザレス、スコット・カズミアー、ブランドン・マッカーシー、チャーリー・カルバーソンを獲得した[33]。なおゴンザレスはその直後にDFAとなった。
- 2022年3月14日、クリスチャン・パチェ、シェイ・ランゲリアーズ、ライアン・キューシック、ジョーイ・エステスをオークランド・アスレチックスに放出しマット・オルソンを獲得した。

## GMとしての戦績
| 年度   | チーム | リーグ  | 試合 | 勝利 | 敗戦 | 勝率 | 順位 | 年俸総額   |
| ------ | ------ | ------- | ---- | ---- | ---- | ---- | ---- | ---------- |
| 2010年 | TOR    | AL East | 162  | 85   | 78   | .525 | 4位  | 7868万ドル |
| 通算   | 通算   | 通算    | 162  | 85   | 78   | .525 |      |            |

## 人物
前任のリッチアーディがメディアにトレード交渉の進行状況を詳細に明かした結果、ハラデイのトレードに失敗したことを教訓として、トレードが成立するまでは極力メディアへ情報を漏らさないように心がけている。
語学に堪能であり、英語、フランス語、スペイン語、ギリシャ語の合計4言語を話す。
2010年1月に結婚。ハワイへの新婚旅行中も他球団とのトレード交渉を継続していた。携帯電話はBlackBerryを利用している。